# Souleymane Djimou Cissé
Pour les articles homonymes, voir Souleymane Cissé (football).
Souleymane Djimou Cissé, né 1er janvier 1999, est un footballeur sénégalais évoluant au poste de défenseur central. Au Polonia Varsovie

## Biographie

### En équipe nationale
Avec les moins de 20 ans, il participe à la Coupe d'Afrique des nations des moins de 20 ans en 2019. Lors de cette compétition organisée au Niger, il joue cinq matchs. Le Sénégal s'incline en finale face au Mali, après une séance de tirs au but. Il dispute ensuite quelques mois plus tard la Coupe du monde des moins de 20 ans organisée en Pologne. Lors du mondial junior, il joue à nouveau cinq matchs. Le Sénégal s'incline en quart de finale face à la Corée du Sud, une nouvelle fois après une séance de tirs au but.

## Palmarès

### Avec l'équipe du Sénégal
- Finaliste de la Coupe d'Afrique des nations junior en 2019 avec l'équipe du Sénégal des moins de 20 ans